# Daraçya Yarımadası
Die Daraçya Yarımadası oder Bozburun-Halbinsel, früher auch Loryma-Halbinsel genannt, ist eine 35 km lange, schmale Halbinsel in der Provinz Muğla im Südwesten der Türkei. Sie erstreckt sich zwischen dem Golf von Hisarönü und dem Golf von Symi [Yeşilova Körfezi] (im Westen) sowie dem Mittelmeer und der Bucht von Marmaris (Osten). Sie liegt südwestlich der Stadt Marmaris und nordwestlich bzw. östlich der Inseln Rhodos und Symi.
Die Halbinsel zeichnet sich durch eine gebirgige Oberfläche aus, die von wenigen Ebenen (Hisarönü, Orhaniye und Turgut) unterbrochen wird. Die teils steil aufragenden Berge reichen bis unmittelbar an das Meer, wodurch die Küste überwiegend felsig und zerklüftet ist. So finden sich hier vor allem zahlreiche kleinere, jedoch  auch einige tiefe Buchten (Hisarönü, Orhaniye, Selimiye, Bozburun, Bozukkale oder Loryma).
Der namensgebende Ort Bozburun liegt in der Mitte der Halbinsel.

## Tourismus
Die Bozburun-Halbinsel ist vom Massentourismus noch weitgehend unberührt. In den touristisch genutzten Orten finden sich vor allem familiär betriebene Hotels und kleine Pensionen.
Aufgrund ihrer landschaftlichen Schönheit und ihrer Buchten und Häfen ist die Halbinsel ein beliebtes Ziel für Segler und Privatyachten, aber auch von Bootstouren, welche üblicherweise in Bodrum oder Marmaris starten. Die kleinen Buchten laden zum Baden ein. Auf dem im März 2013 eröffneten, landschaftlich abwechslungsreichen Karischen Weg kann die Halbinsel in Wander- und Trekking-Touren erkundet werden.

## Geschichte
In der Antike trug die Bozburun-Halbinsel die Bezeichnung Karische Chersones. In hellenistischer Zeit stellte die Halbinsel den Festlandbesitz der Insel Rhodos dar, die integrierte Peraia.
Die antike Bevölkerung lebte in rund 20 Siedlungen (u. a. Loryma, Hydas und Bybassos) und war im eigenständigen Bund der Chersonesier zusammengeschlossen. Auf der Halbinsel gibt es zwei größere Heiligtümer, die wohl als Bundesheiligtümer zu bezeichnen sind: Kastabos und Kıran Gölü.